# Lihou
Lihou est une des îles Anglo-Normandes. Elle est située à l’ouest de Guernesey, à laquelle elle est reliée par une chaussée qui découvre à basse mer en période de vive-eau. Elle a une superficie de 20 hectares, pour une longueur de 500 mètres. Lihou fait partie de la paroisse de Saint-Pierre-du-Bois.
Lihou est désigné au titre de site Ramsar depuis le 1er mars 2006.

## Toponymie
La première mention du nom, sous la forme Lishou remonte à 1155.
L'appellatif suffixé hou est issu du norrois holm(r) « îlot » ou du vieil anglais hō « hauteur ». 
L'élément Li- / Lis- serait basé sur l'ancien nom de Guernesey Lisia, d’origine probablement celtique, conservé ici. 
Autrement, on propose de reconnaître l'anthroponyme scandinave Lief(r). À Granville, la pointe du Roc est appelée cap Lihou, selon René Lepelley, ce nom procèderait du norrois hlið « pente » et holmr « ilot » , bien que ce dernier ait abouti généralement à hom(me), même en seconde position d'un composé, contrairement à ce qu'il affirme, comme dans Robehomme (Calvados). Il rapporte également que ce toponyme est de même nature que celui de l'île de Lihou

## Référence
1. ↑  (en) « Guernsey Facts and Figures » [PDF], States of Guernsey, 2006 (consulté le 2 février 2014), p. 3
2. ↑  (en) « Lihou Island and l'Erée Headland, Guernsey », sur Service d’information sur les Sites Ramsar (consulté le 22 mars 2015)
3. ↑  Coates, The Ancient and Modern Names of the Channel Islands, Stamford, 1991
4. ↑  René Lepelley, « II y a nez et nez. Notes de toponymie », Annales de Normandie, vol. 55, no 5,‎ 2005, p. 387–402 (DOI 10.3406/annor.2005.1549, lire en ligne, consulté le 20 mai 2016)